# انجمن ایرانی روابط بین‌الملل
انجمن ایرانی روابط بین‌الملل یک انجمن حرفه‌ای و علمی با مجوز از وزارت علوم و تحقیقات و فناوری در خصوص مسایل امور بین‌الملل استکه به منظور تحقیق و پژوهش و ارتباط با سایر انجمنهای داخلی و خارجی در زمینه‌های مرتبط با حوزه روابط بین‌الملل در داخل و خارج از کشور فعالیت می‌کند. این انجمن در سال‌های ۱۳۹۶ و ۱۳۹۵ به عنوان انجمن علمی برتر از سوی وزارت علوم و تحقیقات شناخته شد.

## تأسیس
در اوایل دهه هشتاد برخی از استادان رشته روابط بین‌الملل محمدجواد ظریف، داوود هرمیداس باوند، سید جواد امام جمعه‌زاده، سید حسین سیف‌زاده، احمد نقیب‌زاده، مهدی ذاکریان و محمدرضا تخشید به عنوان هیئت مؤسس تقاضای تأسیس این انجمن را به وزارت علوم ارائه دادند و در سال ۱۳۸۵ تأسیس انجمن به تصویب وزارت علوم، تحقیقات و فناوری رسید.
هیئت مؤسس هدف خود را از تأسیس این انجمن تقویت ارتباطات استادان این رشته و ارتقاء موقعیت و جایگاه رشته روابط بین‌الملل در داخل و نیز تقویت نگاه ایرانی به روابط بین‌الملل و تقویت همکاری‌های بین‌المللی، گسترش، پیشبرد و ارتقای علمی – کاربردی دانشگاهیان و مجریان تصمیم گیرنده کشور و توسعه کیفی نیروهای متخصص و بهبود بخشیدن به امور آموزشی و پژوهشی در زمینه‌های روابط بین‌الملل، علوم سیاسی و مطالعات بین‌المللی اعلام کرد.

## ارکان اداره انجمن
ارکان انجمن عبارتند از:
1. مجمع عمومی
2. هیئت مدیره
3. بازرسان

## اعضای هیئت مدیره دوره چهارم
1. ارسلان قربانی شیخ نشین/ رئیس هیئت مدیره
2. ضیاءالدین صبوری / عضو هیئت مدیره و دبیر انجمن
3. حسین دهشیار / نایب رئیس
4. محمدجواد حق‌شناس / عضو هیئت مدیره و خزانه دار
5. زهره پوستین چی / عضو هیئت مدیره
6. غلامرضا کریمی / عضو علی‌البدل
7. داود هرمیداس باوند / عضو علی‌البدل
8. رحمت حاجی مینه / بازرس
9. اعتماد باقری / بازرس علی‌البدل[۶]

## فعالیت‌ها
انجمن به صورت دوره دارای همایش‌های سالیانه یا موردی با سایر گروه‌ها و مراکز تحقیقاتی بوده و با برخی از مراکز علمی و دانشگاهی مانند دانشگاه آزاد تهران مرکز- دانشگاه علامه طباطبائی نیز دارای تفاهم نامه یا نشست و همایش‌های مشترک می‌باشد.

## عضویت
عضویت در این انجمن به صورت‌های دانشجویی- افتخاری و پیوسته می‌باشد. دانشگاه‌هایی مانند دانشگاه تهران، دانشگاه امام صادق (ع)، دانشگاه سمنان، دانشگاه شیراز، دانشگاه شهید بهشتی، دانشگاه علامه و … و دانشگاه آزاد اسلامی عضو این انجمن بوده و دارای تفاهم نامه همکاری می‌باشند.

## مجلات
این انجمن دارای ۵ نشریه با رویکرد علیم - پژوهشی می‌باشد.
1. فصلنامه پژوهش‌های بین‌الملل
2. روابط بین‌الملل--سردبیر:ضیاءالدین صبوری
3. فصلنامه سیاست جهانی (علمی - پژوهشی با مشارکت دانشگاه گیلان)--مدیر مسئول سید امیر نیاکوئی و سردبیر رضا سیمبر
4. دو فصلنامه پژوهشنامه ایرانی سیاست بین‌الملل (علمی-پژوهشی با مشارکت دانشگاه مشهد)
5. فصلنامه اقتصاد سیاسی بین‌الملل --مدیر مسئول و سردبیر این فصلنامه ارسلان قربانی[۱۲]